# Lidia Lupu
Lidia Lupu (n. 19 mai 1953 – d. 13 noiembrie 2021) a fost o politiciană și economistă din Republica Moldova, care din decembrie 2014 până în martie 2019 a fost deputat în Parlamentul Republicii Moldova, aleasă pe lista Partidului Socialiștilor din Republica Moldova (PSRM). În cadrul activității sale parlamentare, Lidia Lupu a fost membră în grupurile parlamentare de prietenie cu Canada, Japonia, Regatul Țărilor de Jos și Republica Populară Chineză. 
La alegerile locale generale din 14 iunie 2015 din Republica Moldova, a fost aleasă în funcția de consilier în cadrul Consiliului Raional Hîncești, urmând să decidă care funcție (dintre consilier și deputat) alege să și-o păstreze pentru a se conforma principiului compatibilității funcțiilor publice.
La 17 iulie 2015 ea a părăsit fracțiunea PSRM din parlament, rămânând în calitate de deputat neafiliat și neavând dreptul să adere la vreo fracțiune parlamentară în următoarele șase luni. În aceeași zi de 17 iulie, când a părăsit fracțiunea PSRM, ea a votat pentru ca un consilier raional din partea Partidului Democrat, Ghenadie Buza, să fie ales drept președinte al raionului. Pe 18 decembrie 2015 ea a aderat la fracțiunea parlamentară a Partidului Democrat din Moldova.
Anterior, Lidia Lupu a fost prefect al județului Lăpușna, iar apoi președinte al raionului Hîncești.

## Distincții
La data de 15 mai 2003, în timp ce exercita funcția de prefect al județului Lăpușna, Președintele Republicii Moldova Vladimir Voronin i-a conferit medalia „Meritul Civic” pentru muncă rodnică în organele administrației publice, contribuție la promovarea transformărilor social-economice și activitate organizatorică și obștească intensă.